# Айша Каррі
Айша Діза Каррі (англ. Ayesha Disa Curry, нар. 23 березня 1989, Торонто, Канада) — канадсько-американська акторка, блогерка, авторка кулінарних книг і телеведуча. 
Після гостьових ролей у кількох шоу та фільмах створила власне шоу "Домашні приготування Айші" на американському каналі "Фуд Нетворк". Попри відсутність професійної підготовки шеф-кухаря, розпочала кулінарну кар’єру у 2014 році, приготувавши першу страву як демонстрацію на ютуб-каналі "Айша Каррі" (англ. Ayesha Curry), де згодом опублікувала ще кілька відео. Каррі написала дві кулінарні книги: "The Seasoned Life: Food, Family, Faith, and the Joy of Eating Well", опубліковану у 2016 році, і "The Full Plate: Flavor-Filled, Easy Recipes for Families with No Time and a Lot to Do", опубліковану у 2020 році.

## Кар’єра
У віці 12 років Айша Каррі знялася в музичному кліпі на пісню "Too Young for Love" Шуги Прінс (тепер відомого як Севн Томас).
Після закінчення середньої школи у місті Веддінгтон Айша Каррі переїхала до Лос-Анджелесу, щоб стати акторкою. Знімаючись переважно в епізодичних ролях, вона з'явилася у фільмах: Underground Street Flippers (2009), Dan's Detour of Life (2008) і Love for Sale (2008).
Після одруження акторка створила блог про їжу, а згодом канал у мережі "Ютуб". Айша Каррі була авторкою короткочасного шоу "Домашні приготування Айші" на американському каналі "Фуд Нетворк", що було скасовано після 13 епізодів. Вона часто публікує навчальні кулінарні відео на своєму каналі.
У 2016 році акторка випустила свою кулінарну книгу "The Seasoned Life: Food, Family, Faith, and the Joy of Eating Well". Вона також знімалася у фільмі "Домашні приготування Айші" (англ. Ayesha's Homemade), який розповідає про її професійне та особисте життя з епізодичними ролями її чоловіка та дітей. Перший сезон складався з шести епізодів. Прем'єра другого сезону з шести епізодів під назвою "Домашня кухня Айші" (англ. "Ayesha's Home Kitchen") відбулася на телевізійному каналі "Фуд Нетворк" 30 квітня 2017 року.
20 вересня 2017 року Айшу Каррі було призначено прес-секретарем косметичного бренду "CoverGirl". 21 вересня 2017 року її було оголошено однією з нових ведучих американського шоу з випікання Американської телерадіомовної компанії "Ей-Бі-Сі", американською адаптацією Великого Пекарського Турніру. Тільки два епізоди третього сезону вийшли в ефір по телебаченню через звинувачення в сексуальних домаганнях одного з суддів. Хоча шоу було продовжено на четвертий сезон, Айша Каррі не повернулася в ролі ведучої, і її замінила колишня учасниця британського попгурту "Spice Girls" — Емма Бантон.
Вона також розповіла Дейдре Бехару на американській програмі новинного мовлення «Entertainment Tonight», що їй запропонували приєднатися до наступного сезону шоу "Танці з зірками".
У липні 2019 року Айша Каррі та її чоловік створили організацію "Eat. Learn. Play. Foundation" в Окленді, Каліфорнія. Фонд працює над тим, щоб розширити доступ до якісної освіти й харчування,а також створити безпечний простір для занять спортом.
Айша Каррі продовжує розширювати свою підприємницьку імперію, яка включає нещодавно випущений журнал "Sweet July Magazine", її шоу "Домашні приготування Айші" на телевізійному каналі "Фуд Нетворк", кулінарне реаліті-шоу "Family Food Fight" Американської телерадіомовної компанії «Ей-Бі-Сі», ведучою якого вона є, а також серіал "Fempire with Ayesha Curry", який вона продюсує.
У 2024 році Айша Каррі зіграла у фільмі "Ірландське бажання" від Netflix.

### Власний ресторан і підприємницька діяльність
У 2014 році її компанія "Little Lights of Mine" продала свій власний бренд оливкової олії першого віджиму, а 10% усього прибутку передала благодійній організації "No Kid Hungry".
У 2016 році Айша Каррі співпрацювала з шеф-кухарем Майклом Міною в тимчасовому ресторані "The Mina Test Kitchen of International Smoke". У липні 2019 року Майкл Міна та Айша Каррі відкрили ще одну локацію в Долині Кармель у Сан-Дієго.
У 2017 році Айша Каррі створила службу доставки їжі в Окленді, яка у 2019 році стала роздрібним магазином.
У квітні 2020 року вона започаткувала власний бренд "Sweet July", метою якого є репрезентація чорношкірого населення.
"Основна місія моєї діяльності це допомогти створити світ, де мої діти та будь-хто інший знатимуть, що немає нічого неможливого. Я хочу, щоб вони жили у світі, де вони зможуть побачити себе скрізь: у журналах, фільмах, телевізійних шоу тощо. "Sweet July Production" — це новий спосіб, щоб розповісти про речі, які мають значення.."
У вересні 2020 року Айша Каррі створила свою телевізійну та продюсерську компанію "Sweet July Productions", уклавши першу угоду з "Entertainment One" — канадською багатонаціональною розважальною компанією, яка займалася купівлею й виробництвом фільмів і телесеріалів.

## Особисте життя
Айша Каррі є донькою Джона та Керол Олександрів. Має 2 братів і 2 сестер: Джаза, Чеда, Марію і Джаніс. Її мати має афро-ямайське та китайсько-ямайське походження, а батько — афро-американське та польське. Вона народилася в Торонто й зростала там до 14 років, а згодом разом з сім’єю переїхала в місто Шарлотт, штат Північна Кароліна. Айша Каррі вперше зацікавилася кулінарією в дитинстві, коли спостерігала, як її няня готувала різні страви для клієнтів, які обслуговувались в салоні її матері.
Айша і Стефен Каррі познайомилася в церковній молодіжній групі в місті Шарлотт, коли їм було 15 і 14 років. Вони почали зустрічатися лише через багато років, коли Айша будувала свою акторську кар'єру в Голлівуді, а Стефен відвідав шоу нагородження. Невдовзі вона повернулася до міста Шарлотт, де Стефен грав у баскетбол у Коледжі Девідсона. Разом вони виховують двох доньок та сина. Акторка вагітна вчетверте.
Айша Каррі сповідує п’ятдесятництво. Про свою віру вона сказала: "Насправді це основа для всього, що я роблю. Щодо моїх стосунків з чоловіком — це те, на чому вони засновані".